# Mieczysław Targowski-Tarnawa

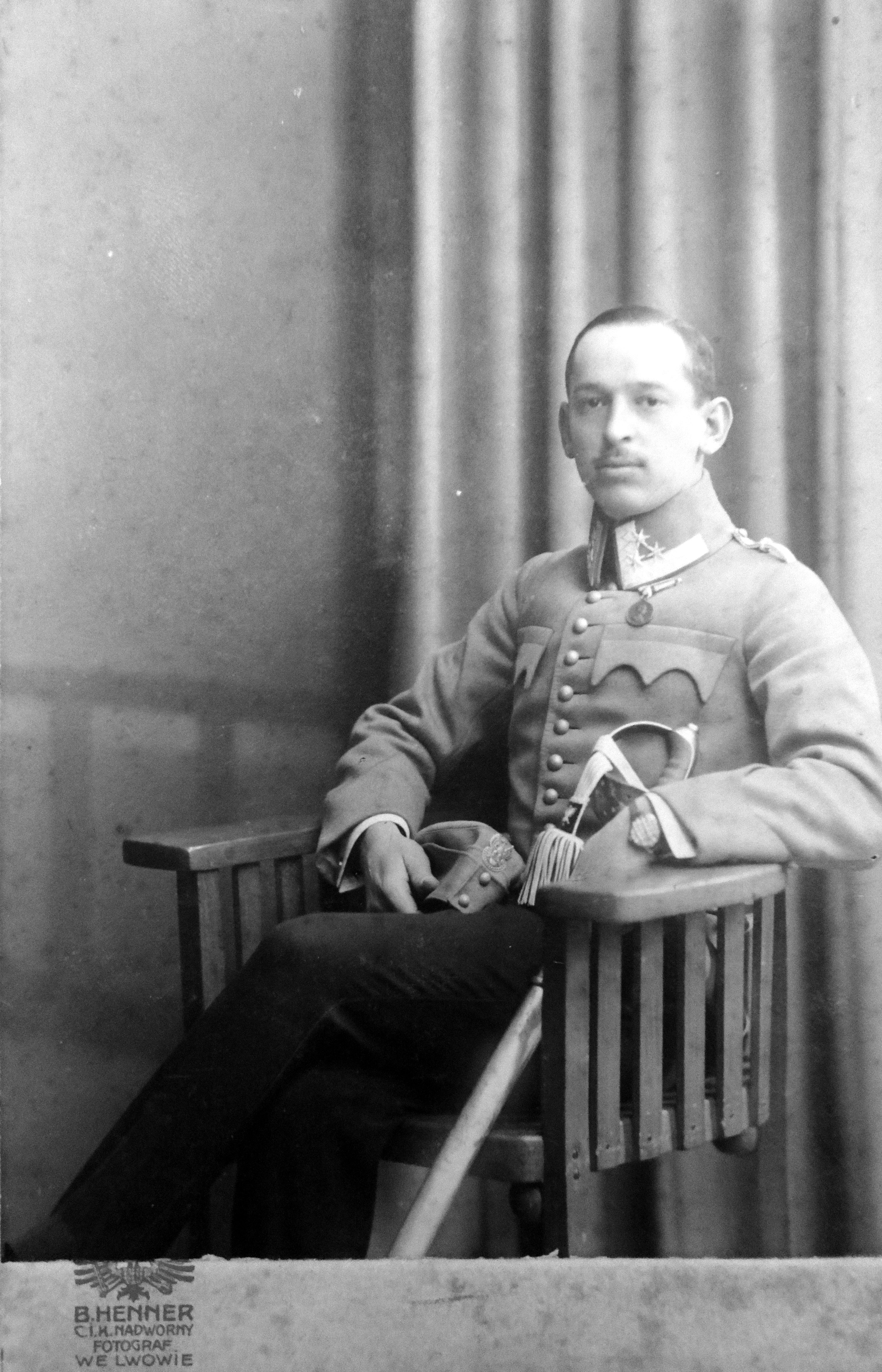
Mieczysław Targowski

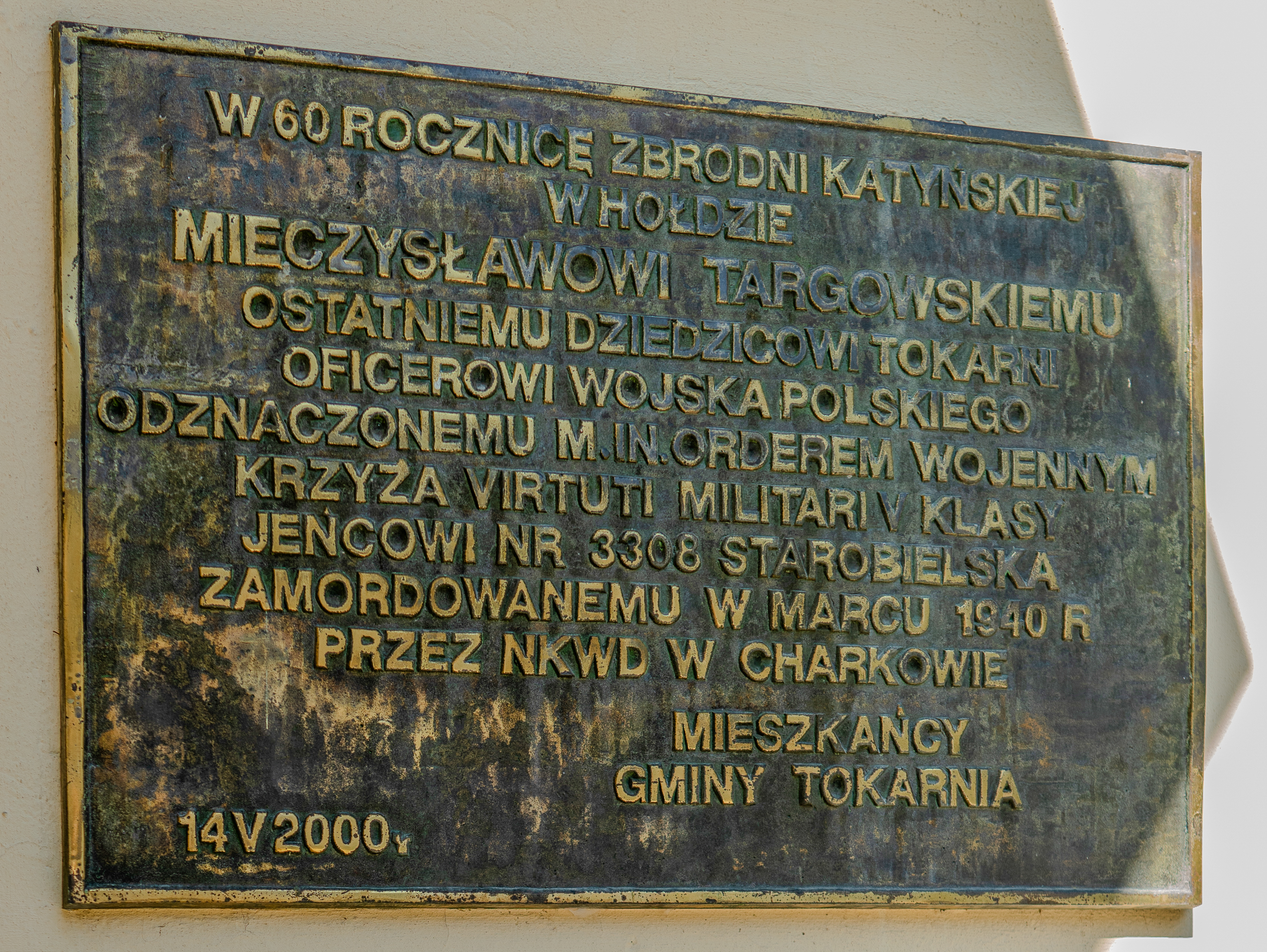
Tablica pamiątkowa w Tokarni

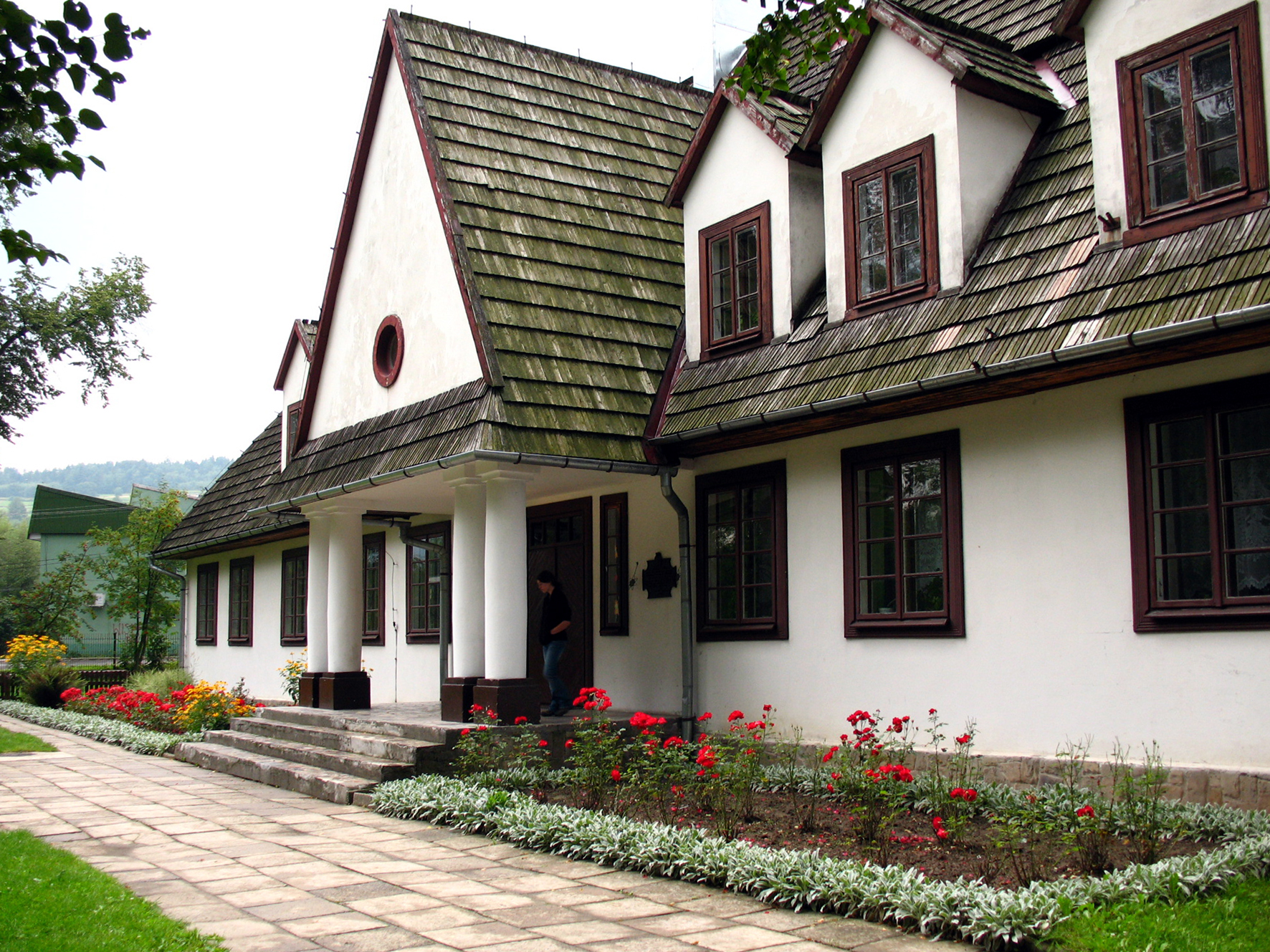
Dworek w Tokarni

Mieczysław Józef Targowski (ur. 1 stycznia 1891 w Tokarni, zm. wiosną 1940 w Charkowie) – porucznik taborów rezerwy Wojska Polskiego, ziemianin, ofiara zbrodni katyńskiej. Jego losy opisane są w książce Antoniego Gagatnickiego i Józefa Wrony "Zapomniane rękopisy" na podstawie wspomnień pierwszego ze współautorów.

## Życiorys
Syn Józefa Bolesława i Zofii z Prus-Skowrońskich. Od kwietnia 1899 uczył się w Szkole Powszechnej im. św. Jana Kantego, a od 1901 uczęszczał do c. k. Gimnazjum III w Krakowie. 29 czerwca 1909 zakończył naukę w klasie VIIIa ze zdanym egzaminem dojrzałości. Od października 1909 studiował w Wyższej Szkole Rolniczej w Wiedniu, po dwóch latach przeniósł się do Akademii Rolniczej w Dublanach. Przerwał studia i we wrześniu 1914 wstąpił do Legionów Polskich. Dostał przydział do 3 szwadronu 2 pułku ułanów. Na stopień chorążego został mianowany ze starszeństwem z 1 lipca 1916 w kawalerii. We wrześniu 1917 urlopowany z wojska na wniosek austriackiego ministra obrony, zaczął gospodarować w rodzinnym majątku w Tokarni.
15 sierpnia 1920, jako ochotnik zgłosił się do Wojska Polskiego i został przydzielony do szwadronu zapasowego 6 pułku ułanów . 1 lutego 1921 na wniosek MSWojsk. urlopowany z wojska na pół roku, później bezterminowo. W tym samym roku został zdemobilizowany. 8 stycznia 1924 roku został zweryfikowany w stopniu porucznika ze starszeństwem z dniem 1 czerwca 1919 roku i 301. lokatą w korpusie oficerów rezerwy jazdy (od 1924 roku – kawalerii). Posiadał wówczas przydział do 11 pułku ułanów w Ciechanowie. Później został przeniesiony do korpusu oficerów taborów. W 1934 roku, jako oficer rezerwy taborów pozostawał w ewidencji Powiatowej Komendy Uzupełnień Kraków Miasto. Posiadał przydział w rezerwie do 5 dywizjonu taborów.
W czasie kampanii wrześniowej 1939 po agresji ZSRR na Polskę w nieznanych okolicznościach wzięty do niewoli sowieckiej. Przebywał w obozie w Starobielsku. Wiosną 1940 został zamordowany przez funkcjonariuszy NKWD w Charkowie i pogrzebany potajemnie w bezimiennej mogile zbiorowej w Piatichatkach, gdzie od 17 czerwca 2000 mieści się oficjalnie Cmentarz Ofiar Totalitaryzmu w Charkowie. Figuruje na Liście Starobielskiej NKWD pod pozycją 3308.
9 czerwca 1917 ożenił się z Marią ze Skrzyszowskich, córką inżyniera .
5 października 2007 roku minister obrony narodowej Aleksander Szczygło mianował go pośmiertnie na stopień kapitana. Awans został ogłoszony 9 listopada 2007 roku w Warszawie, w trakcie uroczystości „Katyń Pamiętamy – Uczcijmy Pamięć Bohaterów”.

## Ordery i odznaczenia
- Krzyż Srebrny Orderu Virtuti Militari nr 5488 – 17 maja 1922[18]
- Krzyż Niepodległości – 4 lutego 1932 „za pracę w dziele odzyskania niepodległości”[19]
- Medal Pamiątkowy za Wojnę 1918–1921
- Medal Dziesięciolecia Odzyskanej Niepodległości
- Brązowy Medal Waleczności
- Srebrny Medal Waleczności